# جهنمية نحيلة الأزهار
بوغنفيلية نحيلة الأزهار أو جهنمية نحيلة الأزهار (الاسم العلمي:Bougainvillea graciliflora) هي نوع غير مؤكد من النباتات يتبع جنس البوغنفيلية من الفصيلة الشبية.